# Lickóvadamos
Lickóvadamos község Zala vármegyében, a Zalaegerszegi járásban, a Zalai-dombság területén, a Göcsejben. A településen polgárőrség működik.

## Fekvése
A vármegye középső részén, Zalaegerszegtől 13 kilométerre délre, a Göcsej tájegységben található. Területe 6,69 négyzetkilométer, lakónépessége 218 fő, népsűrűsége pedig 32,6 fő/km². Két fő településrésze a délebbi Vadamos és az attól északabbra elterülő Nagylickó, a kettőt a Gellénházi-patak választja el egymástól. Mindkét említett településrészen a Zalatárnoktól Zalaegerszeg felé (Gellénházáig) vezető 7402-es út húzódik végig.

## Története
Liczkó már 1260-ban létezett. Különböző neveken szerepel, mint: Aqua Lysco, terra Lysco, Naglizkow, Kyslyzko, Felselyzko és Iborlysko. 1338-ban a besenyői nemesek Nagy- Liszkó nevű birtokot Isabori Jánosnak engedték át. 1513-ban Nagy- Liczkót Várföldével fogják együtt. A hajdani Kyslycko ma egyszerűen csak határnév. Vadamos a Vadalmás név elferdítése. Lickó, Vadamos és Mukucsfalu falurészeket a Gellénházi-patak választja el egymástól. A két település nevéből mesterségesen alkotott helynév első tagja szláv eredetű. Lickóvadamos Lickó (Nagy- és Kis-) és Vadamos településekből 1898-ban lett egyesítve.
A község, 1990. óta, a gellénházi körjegyzőséghez tartozik, tagja a Gellénháza és Térsége Önkormányzati Társulásnak.

## Közélete

### Polgármesterei
- 1990–1994: Kaczor Győző (független)[4]
- 1994–1998: Kaczor Győző (független)[5]
- 1998–2002: Kecskés Béla Mihály (független)[6]
- 2002–2006: Kecskés Béla Mihály (független)[7]
- 2006–2010: Kecskés Béla Mihály (független)[8]
- 2010–2014: Gombóczné Török Ildikó Erika (független)[9]
- 2014–2019: Csécs István (független)[10]
- 2019–2024: Csécs István (független)[11]
- 2024– : Csécs István (független)[1]

## Népesség
A település népességének változása:
| Lakosok száma | 198  | 191  | 187  | 174  | 185  | 198  | 195  |
|               | 2013 | 2014 | 2015 | 2021 | 2022 | 2023 | 2024 |

A 2011-es népszámlálás idején a nemzetiségi megoszlás a következő volt: magyar 93,4%, német 5,6%. A lakosok 83,9%-a római katolikusnak, 2,4% reformátusnak, 3,9% felekezeten kívülinek vallotta magát (8,3% nem nyilatkozott).
2022-ben a lakosság 89,7%-a vallotta magát magyarnak, 6,5% németnek, 0,5% ruszinnak, 1,1% egyéb, nem hazai nemzetiségűnek (8,6% nem nyilatkozott; a kettős identitások miatt a végösszeg nagyobb lehet 100%-nál). Vallásuk szerint 44,9% volt római katolikus, 2,2% evangélikus, 1,1% református, 0,5% görög katolikus, 0,5% egyéb keresztény, 2,2% egyéb katolikus, 13,5% felekezeten kívüli (34,6% nem válaszolt).

## Nevezetességei
- Kápolna
- Hősi emlékmű
- Parasztházak
- Erdők övezte értékes természeti környezet
- Vadászati lehetőség
- Vadamoson: Kultúrház, harangláb